# Obišovce
Obišovce este o comună slovacă, aflată în districtul Košice-okolie din regiunea Košice. Localitatea se află la altitudinea de 254 m deasupra n.m., se întinde pe o suprafață de 9,76 km2 și în 2017 număra 464 de locuitori.

## Istoric
Localitatea Obišovce este atestată documentar din 1289.

## Demografie
| An:                | 1994 | 2004   | 2014    | 2024   |
| ------------------ | ---- | ------ | ------- | ------ |
| Număr de persoane: | 384  | 385    | 445     | 482    |
| Diferență:         |      | +0,26% | +15,58% | +8,31% |

| An:                | 2023 | 2024   |
| ------------------ | ---- | ------ |
| Număr de persoane: | 483  | 482    |
| Diferență:         |      | −0,20% |